# Договор Каньяс-Херес
Договор Каньяс-Херес был заключен 15 апреля 1858 года в целях разрешения пограничного конфликта между Коста-Рикой и Никарагуа. Договор был подписан Максимо Хересом со стороны Никарагуа и Хосе Марией Каньясом от Коста-Рики. Он устанавливал новую границу между этими государствами.
Согласно договору, граница  проходит по южному берегу озера Никарагуа, затем к востоку по берегу реки реки Сан-Хуан на протяжении последней трети раздела, следуя по ней на север до места ее разветвления с Рио-Колорадо. Несмотря на то, что река Сан-Хуан вошла в территорию Никарагуа, граждане и организации республики Коста-Рика могут использовать реку для судоходства с гражданскими целями. Договор был положен в основу определения северной границы в соответствии с Политической Конституцией республики Коста-Рика.

## Предпосылки к заключению договора и его подписание
После аннексии провинции Никойя Коста-Рикой в 1824 году Никарагуа неоднократно пыталась вернуть эти территории в свою юрисдикцию. И хоть Никарагуа удалось вернуть эти земли, споры по поводу их государственной принадлежности между Коста-Рикой и Никарагуа продолжались. В ходе многолетних переговоров о судьбе этой территории было заключено множество договоров (договор Ореамуно-Буитраго (1838), Мадриса-Савалы (1846) и другие), которые не устраивали обе стороны, вследствие чего постоянно расторгались или всячески нарушались сторонами.
В апреле 1858 года правительство Никарагуа направила в Сан-Хосе полномочного министра Максимо Хереса Теллерию для разработки и подписания нового договора. В ответ, Коста-Рика назначила в качестве своего представителя для переговоров генерала Хосе Марию Каньяса Эскамилью. За переговорами наблюдал французский журналист Фелис Белли, заинтересованный в контракте на строительство нового канала в спорном регионе. 15 апреля новый договор был ратифицирован Законодательным собранием Коста-Рики, а также Национальной ассамблеей Никарагуа. Затем президент Коста-Рики, Хуан Рафаэль, в целях выражения согласия на обязательность договора отправился в город Ривас (Никарагуа), где состоялся обмен документами, образующими договор, с президентом Никарагуа, Томасом Мартинесом Герреро.

## Последующие события
В 1870-х годах правительство Никарагуа предприняло попытки оспорить договор. Для разрешения споров были проведены переговоры и подписаны дополнительные соглашения к договору: соглашения Эррера-Савала (1872), Викес-Степ (1886) и Самбрана-Альварес (1883). В 1886 году напряженность между Коста-Рикой и Никарагуа возросла, но при посредничестве Гватемалы между государствами было подписано арбитражное соглашение, в соответствии с которым было решено обратиться за толкованием договора и подтверждением его действительности к президенту США. 22 марта 1888 года президент Гровер Кливленд признал действительность договора Каньяс-Херес. Кливленд разъяснил многие пункты неясного толкования в договоре.   
Также, в 2005 году на основании этого договора в Международный суд ООН был подан иск Никарагуа к Коста-Рике об оспаривании права свободного гражданского судоходства по реке Сан-Хуан. Толкование этого договора МС ООН стало основанием для определения того, что термины в международных договорах имеют свойство изменяться со временем, независимо от того, предусмотрена ли такая возможность в самом договоре или соглашении в соответствии с ним.